# Jinmeiyō kanji
Jinmeiyō kanji (jap. 人名用漢字 „znaki chińskie służące do zapisu imion/nazwisk”) – 863 znaki chińskie (kanji), które mogą być oficjalnie rejestrowane i stosowane w zapisie imion i nazwisk Japończyków. 

## Opis
Od II wojny światowej lista tych znaków była wielokrotnie zmieniana, zarówno poprzez dodawanie znaków, jak i ich ujmowanie. Ostatnia korekta została przeprowadzona w 2017 roku.
Jinmeiyō kanji to 863 znaków, których nie ma na liście Jōyō kanji-hyō.
Łącznie można użyć 2999 znaków: 863 jako jinmeiyō kanji i 2136 jako jōyō kanji będących w powszechnym użyciu.
- W 2015 roku do kanji imion dodano znak 巫 miko, np.: 巫女 → Miko; 巫 → Fu, U.
- W 2017 roku dodano znak 渾 kon, np.: 渾一 → Kon’ichi[3].

- Nazwiska japońskie składają się przeważnie z dwóch znaków. Często odnoszą się one do natury lub geografii: yama (góra), ki (drzewo), ta (pole ryżowe), shima (wyspa), mura (wioska). Podobnie jak w chińskim i koreańskim nazwisko poprzedza imię[a]. Jedne z najpopularniejszych nazwisk rodzin to: Itō, Satō, Suzuki, Takahashi, Tanaka, Watanabe, Yamada. Mogą też być „dziwne”, jak np. czteroznakowe: Hōzumi (八月朔日, pierwszy sierpnia); Hitotose (春夏秋冬, wiosna-lato-jesień-zima).
- Imiona również często składają się z dwóch kanji, które często oznaczają pozytywne cechy, takie jak: inteligencja, uroda, nazwy kwiatów, czy też kolejność urodzenia (pierwszy syn, drugi syn itd.).
- Imiona i nazwiska obcokrajowców pisze się sylabicznym pismem fonetycznym katakana[4].

Ze względu na to, że wiele kanji ma identyczną wymowę, imiona wymawiane tak samo, niekoniecznie są pisane tymi samymi kanji. Na przykład popularne imię żeńskie Yōko może być zapisane: 陽子, 暢子 容子 洋子 葉子.